# Иоанникий (Казанский)
Епи́скоп Иоанни́кий (в миру Иван Афанасьевич Казанский; 18 июня 1839 — 15 декабря 1917) — епископ Русской православной церкви, епископ Архангельский и Холмогорский.

## Биография
Родился 18 июня 1839 года в семье псаломщика Троицкой церкви села Лобаново Севского уезда Орловской губернии (ныне в черте районного центра Комаричи, Брянская область).
В 1863 году окончил Орловскую духовную семинарию.
В 1864 году рукоположён во диакона.
В 1868 году поступил в Московскую духовную академию.
12 мая 1872 года пострижен в монашество, рукоположён во иеромонаха и, по окончании академии со степенью кандидата богословия, назначен преподавателем Олонецкой духовной семинарии.
С 1879 года — смотритель Петрозаводского духовного училища.
В 1881 году возведён в сан архимандрита.
С 1882 года — ректор Донской духовной семинарии.
С 1884 года — ректор Смоленской духовной семинарии.
С 1885 года — настоятель Маркова монастыря Витебской епархии.
21 февраля 1888 года в Свято-Троицком соборе Александро-Невской Лавры хиротонисан во епископа Великоустюжского, викария Вологодской епархии.
С 3 мая 1891 года — епископ Владикавказский и Моздокский.
После вступления в управление епархией Владыка Иоанникий совершил три непродолжительные поездки по приходам. Особое внимание было на открытие и благоустройство церковно-приходских школ, на установление нормальных отношений прихожан к своим причтам, на благоустройство и благоукрашение церквей.
В 1892 году во время эпидемии холеры ежедневно посещал больных в холерных бараках, часто сам напутствовал умирающих.
С 23 августа 1892 года — епископ Михайловский, викарий Рязанской епархии.
С 29 марта 1895 года — епископ Угличский, викарий Ярославской епархии.
С 7 февраля 1901 года — епископ Архангельский и Холмогорский.
Уделял большое внимание древлехранилищу Архангельского церковно-археологического общества. Занимался организацией миссионерской деятельности.
31 октября 1908 году уволен на покой в Данилов монастырь в Москве.
С 5 декабря 1908 году был определён штатным членом Московской Синодальной Конторы.
Скончался в ночь с 14 на 15 декабря 1917 года.